# Aamlep
Aamlep (nep. आम्तेप) – gaun wikas samiti we wschodniej części Nepalu w strefie Kośi w dystrykcie Bhojpur. Według nepalskiego spisu powszechnego z 2001 roku liczył on 554 gospodarstw domowych i 3093 mieszkańców (1603 kobiet i 1490 mężczyzn).